# Shunsuke Iwanuma
Shunsuke Iwanuma (født 2. juni 1988) er en japansk fodboldspiller, som spiller for den japanske fodboldklub AC Nagano Parceiro.